# Bipemba
Bipemba är en stadsdel (franska: commune) i staden Mbuji-Mayi i Kongo-Kinshasa.